# Nimbschen
Nimbschen ist ein Ortsteil der Großen Kreisstadt Grimma im Landkreis Leipzig in Sachsen. Die heutige Siedlung ging aus den Anlagen des einstigen Klosters Nimbschen (1243–1536/42) hervor und gehörte nach dessen Auflösung über Jahrhunderte als Landesschulgut zum Besitz der Fürstenschule in Grimma. Nachdem Nimbschen um 1875 unter die Verwaltung von Schaddel gestellt worden war, erfolgte 1948 die kommunale Umgliederung nach Grimma.

## Geographie

### Geographische Lage und Verkehr

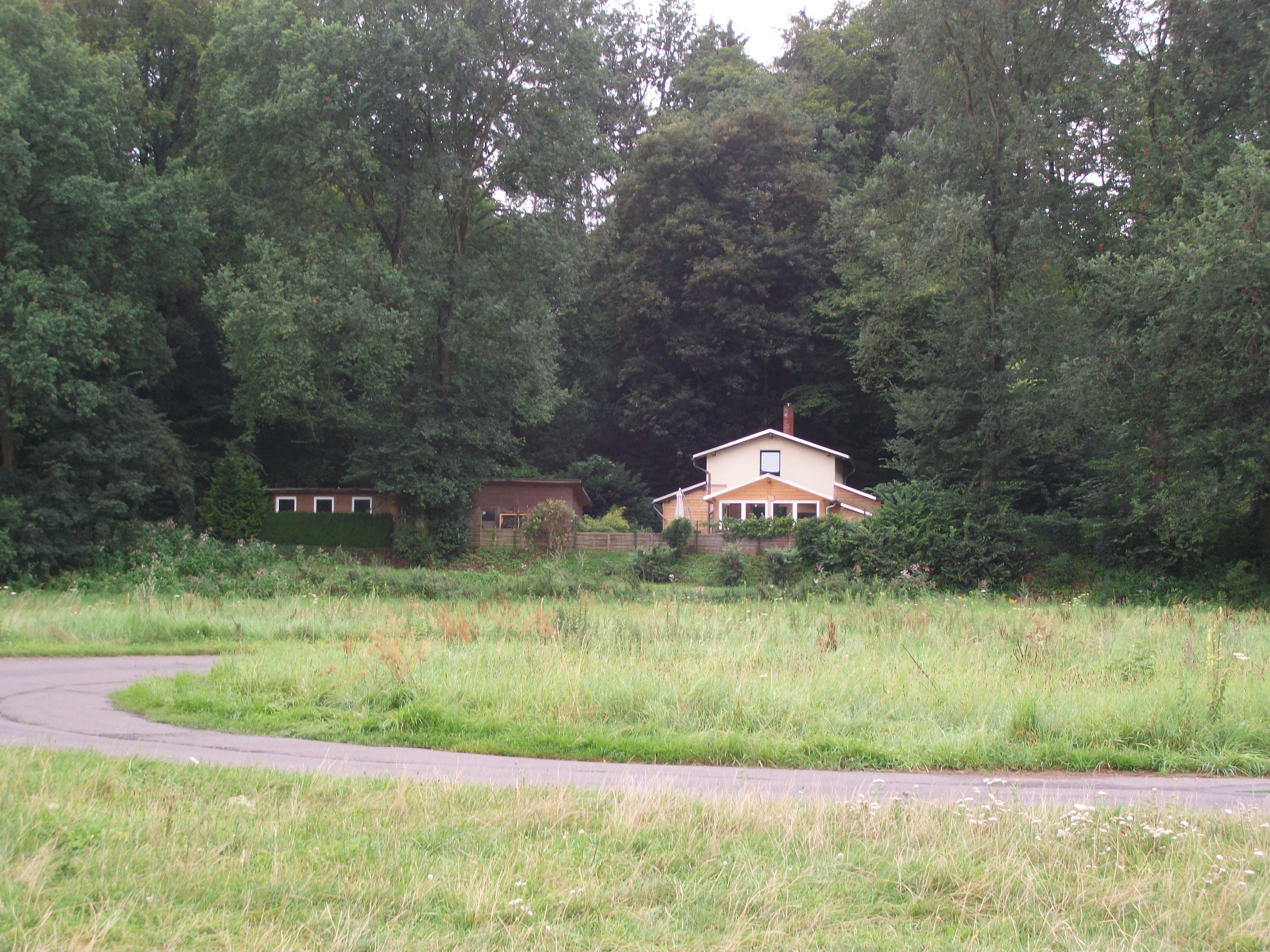
Ehemaliger Haltepunkt Nimbschen (2017)

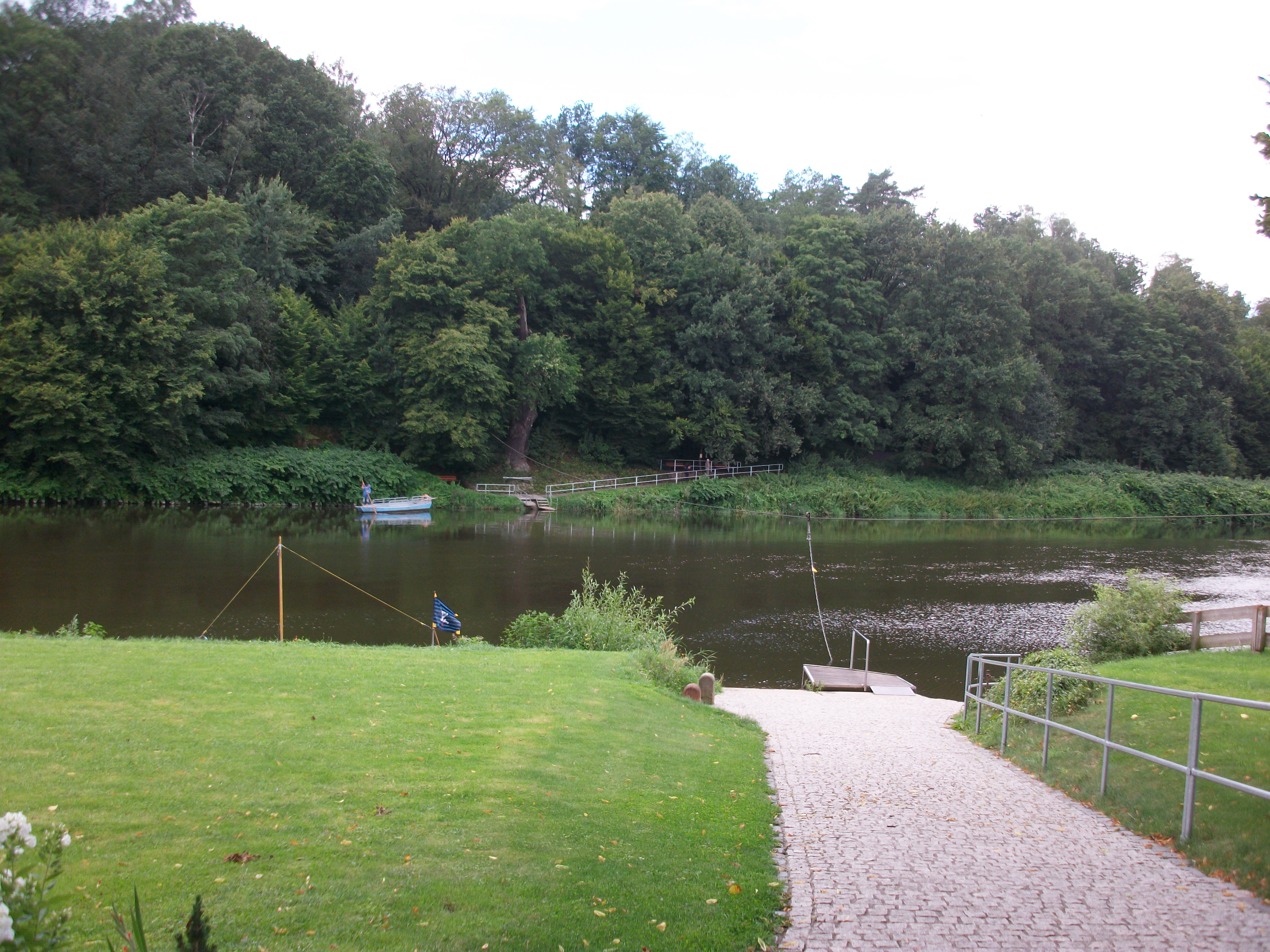
Gierseilfähre Höfgen–Nimbschen, Anleger Nimbschen

Nimbschen befindet sich südöstlich der Kernstadt von Grimma zwischen dem Klosterholz im Westen und der Mulde im Osten. Mittels einer Gierseilfähre ist Nimbschen mit dem Nachbarort Höfgen am östlichen Muldenufer verbunden. Durch Nimbschen führt die Bundesstraße 107, welche die östlich der Straße gelegene Klosteranlage von der westlich gelegenen Siedlung am Klosterholz trennt. Zwischen 1882 und 1945 besaß Nimbschen einen Haltepunkt an der Bahnstrecke Glauchau–Wurzen (Muldentalbahn). Der Lutherweg führt durch Nimbschen.

### Nachbarorte
| Grimma     |                                             |           |
| Waldbardau | Kompassrose, die auf Nachbargemeinden zeigt | Kaditzsch |
|            | Schaddel                                    | Höfgen    |

## Geschichte

### Das Kloster Nimbschen

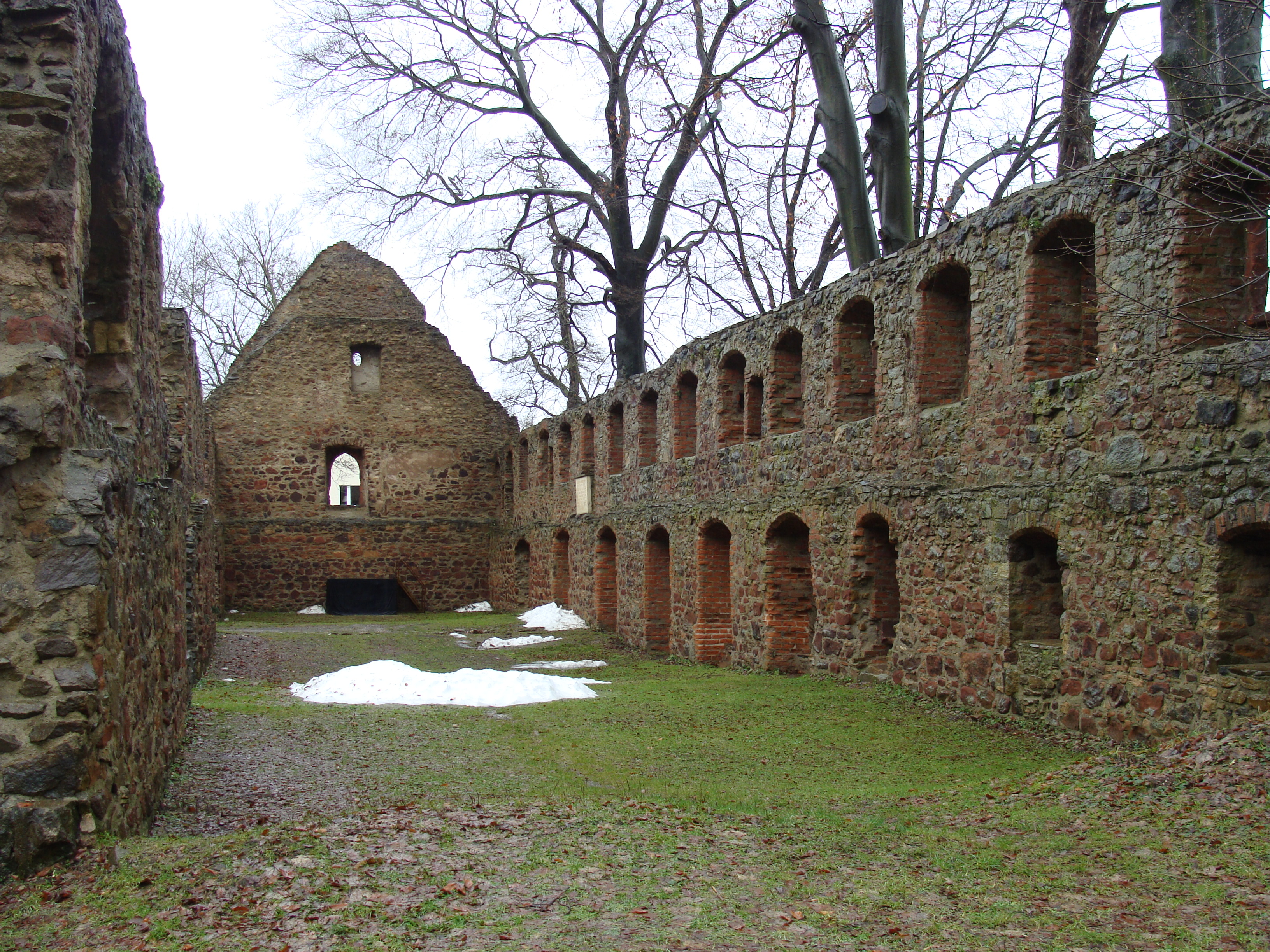
Klosterruine Nimbschen

Die erste Erwähnung von Nimbschen am linken Muldenufer südwestlich von Grimma erfolgte vermutlich im Jahr 1227 als Nimitsen und im Jahr 1258 als Nimschene. Im Jahr 1250 erwarben Nonnen des 1243 gegründeten Zisterzienserinnenklosters Marienthron bei Torgau Land in Nimbschen. Zu dieser Zeit siedelten die Sanktimonialen in die Stadt Grimma, der wettinischen Gründung aus der Zeit um die Wende zum 13. Jahrhundert, und wurden dort mit der Pfarrei und dem Hospital ausgestattet. Ab 1270 erfolgte der Bau des Zisterzienserklosters Marienthron in Nimbschen, welches im Jahr 1282 als in Throno sachte Marie prope Grimmis erwähnt wurde. Noch vor 1291 bezogen die Nonnen das neu eingerichtete Kloster in Nimbschen, deren Kirche im Jahr 1291 geweiht wurde. Dadurch stärkten die Nonnen in diesem Gebiet auch die Stellung ihres wettinisch-markgräflichen Territorialherren. Nachdem die Zisterze Nimbschen im späten Mittelalter umfangreichen Besitz an Elbe und Mulde besaß, stagnierte der Aufbau der klösterlichen Grundherrschaft seit dem 14. Jahrhundert, gegen Ende des 15. Jahrhunderts wurden finanzielle Schwierigkeiten erkennbar. In der ersten Hälfte des 16. Jahrhunderts veränderte sich das geistlich-religiöse Leben der Nonnen durch das Eindringen reformatorischen Gedankenguts. Die Flucht von neun Klosterfrauen aus der Abtei im Jahr 1523, darunter von Katharina von Bora, der späteren Ehefrau Martin Luthers, und von Magdalena von Staupitz, gehört zu den bekannten Ereignissen aus der Endphase der Klostergemeinschaft. Nach dem Tod der letzten Marienthroner Äbtissin Margaretha (II.) im Jahr 1536 wurde das Kloster Nimbschen als geistliches Institut aufgelöst, der Wirtschaftsbetrieb noch von dem Klosterverwalter fortgeführt, bis im Jahr 1542 der Kurfürst Johann Friedrich von Sachsen (1525–1554) das Klostergut verpachtete.

### Nimbschen als Gut der Grimmaer Landesschule

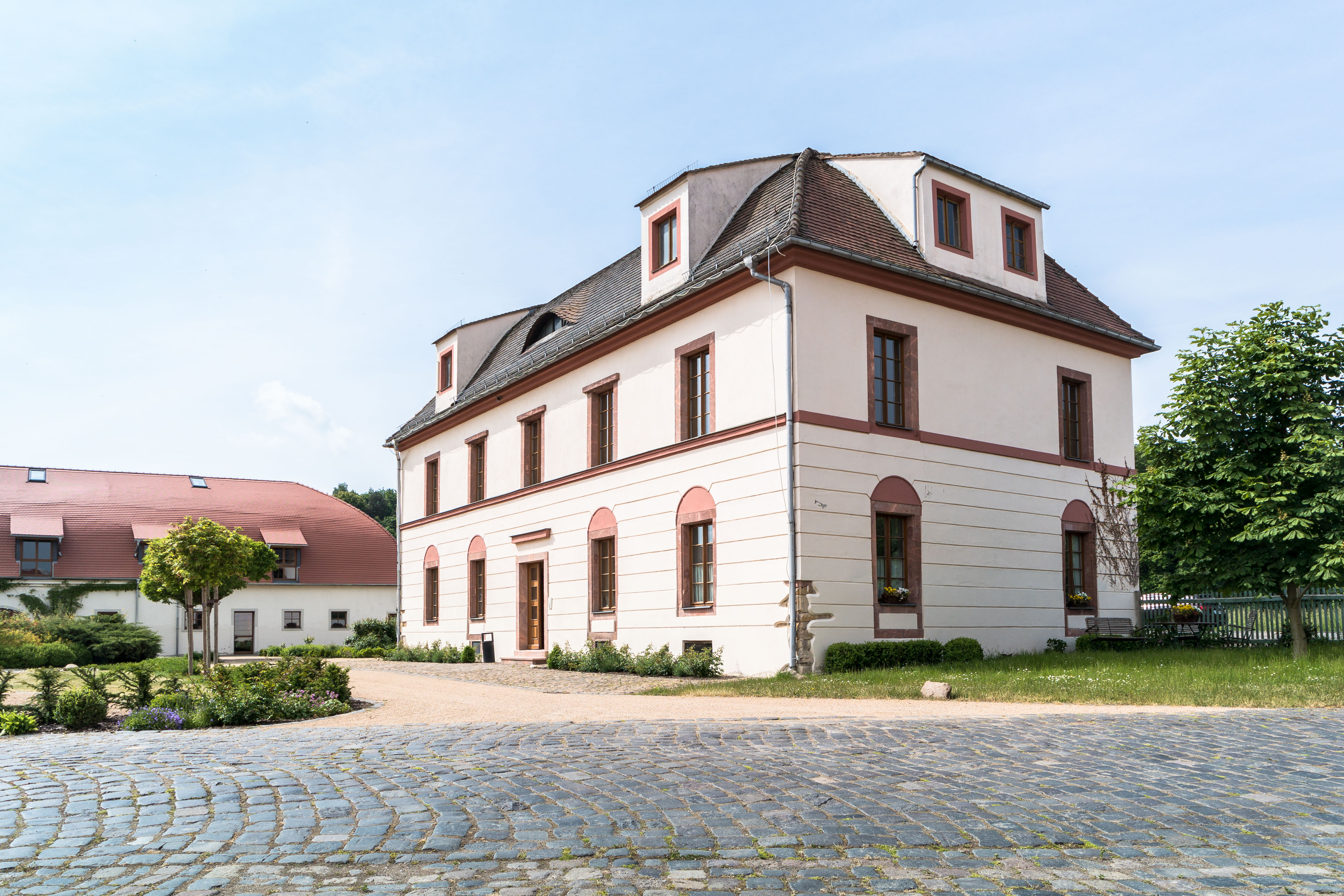
Klostergut Nimbschen

Von 1550 bis 1948 gehörte das einstige Kloster Nimbschen – ebenso wie das Kloster Buch bei Leisnig – als Landesschulgut zum Besitz der Fürstenschule in Grimma, von den Pachterlösen wurden Freistellen an der Schule für begabte Schüler aus allen sozialen Schichten finanziert. Mit der Zeit verfielen die Klostergebäude und wurden zur Gewinnung von Baumaterial genutzt. Aus dem noch vorhandenen Material der Klosteranlage entstand im Jahr 1810 das neue Klostergut, welches ab 1901 als Vorwerk durch die Grimmaer Fürsten- und Landesschule genutzt wurde.
Als Hauptort des einstigen Besitzes des säkularisierten Klosters war Nimbschen zwischen 1550 und 1856 amtsunmittelbar dem kurfürstlich-sächsischen bzw. königlich-sächsischen Schulamt Grimma unterstellt, welches für die Verwaltung des Besitzes und der wirtschaftlichen Unterhaltung der Fürstenschule Grimma zuständig war. Das Schulamt Grimma wurde ab 1829 schrittweise mit dem Erbamt Grimma zusammengeführt.

### Nimbschen als Ortsteil

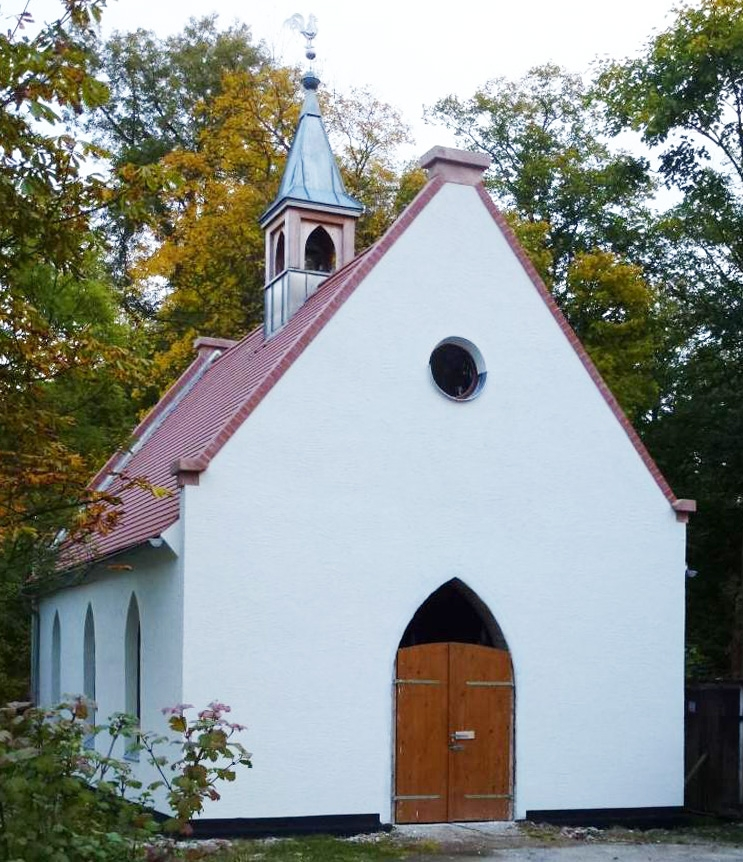
Kapelle Nimbschen

Bei den im 19. Jahrhundert im Königreich Sachsen durchgeführten Verwaltungsreformen wurden die Ämter aufgelöst. Dadurch kam Nimbschen im Jahr 1856 unter die Verwaltung des Gerichtsamts Grimma und 1875 an die neu gegründete Amtshauptmannschaft Grimma. Seit 1875 gehörte Nimbschen bezüglich der kommunalen Verwaltung zu Schaddel. Am 30. Juni 1877 erfolgte die Eröffnung des Teilstücks Großbothen–Wurzen der Bahnstrecke Glauchau–Wurzen (Muldentalbahn) über Nimbschener Flur. An dieser eröffnete am 20. Juni 1882 der Haltepunkt Nimbschen, an welchen der am anderen Muldenufer gelegene Ort Höfgen durch eine Seilfähre angebunden war. Infolge der kriegsbedingten Zerstörung der Grimmaer Rabensteinbrücke am 15. April 1945 war die Bahnstrecke seitdem zwischen Großbothen und Grimma unt Bf unterbrochen. Der Oberbau wurde zwischen diesen Bahnhöfen als Reparationsleistung abgebaut. Trotz Reparatur der Brücke war es wegen Materialmangels nicht mehr möglich, das Streckengleis wieder aufzubauen, wodurch auch der Haltepunkt Nimbschen nicht mehr bedient werden konnte. Die hölzerne Wartehalle blieb dennoch bis heute erhalten und wird privat genutzt.
Der Ortsteil Nimbschen, welcher aus der einstigen Klosteranlage und einer Siedlung am Klosterholz besteht, wurde am 11. Dezember 1948 von Schaddel nach Grimma umgegliedert. Durch die zweite Kreisreform in der DDR im Jahr 1952 wurde Nimbschen als Teil der Kreisstadt Grimma dem Kreis Grimma im Bezirk Leipzig angegliedert, der ab 1990 als sächsischer Landkreis Grimma fortgeführt wurde und 1994 im Muldentalkreis bzw. 2008 im Landkreis Leipzig aufging.
Das einstige Klostergut neben der Klosterruine, bestehend aus dem Herrenhaus, der Remise, Schmiede, Stallungen und einer Scheune wird nach der aufwändigen Sanierung als Hotel Kloster Nimbschen mit Tagungsmöglichkeiten und einer Kulturscheune genutzt. Der Hotelkomplex hat unter der Jahrhundertflut im Jahr 2002 gelitten. Zum Reformationstag 2010 wurde der Grundstein für die Kapelle neben der Klosterruine gelegt.

## Sehenswürdigkeiten
- Ruinen des Klosters Nimbschen mit neu errichteter Kapelle
- Klostergut Nimbschen
- Lutherweg Sachsen
- Muldentalbahn-Radweg
- Gierseilfähre Höfgen–Nimbschen